# Дебело Брдо (Удбина)
Дебело Брдо је насељено мјесто у Лици, у општини Удбина, Личко-сењска жупанија, Република Хрватска.

## Географија
Налази се око 20 км сјеверно од Удбине и 16 км јужно од Коренице. Смјештено је на сјеверу Крбавског поља на локалном путу који спаја државне путеве Кореница — Удбина и Кореница — Госпић.

## Историја
Дебело Брдо се од распада Југославије до августа 1995. године налазило у Републици Српској Крајини. До територијалне реорганизације у Хрватској насеље се налазило у саставу бивше велике општине Кореница.

## Култура
У Дебелом Брду је сједиште истоимене парохије Српске православне цркве. Парохија Дебело Брдо припада Архијерејском намјесништву личком у саставу Епархије Горњокарловачке. У Дебелом Брду је постојао српски православни храм Рођења Пресвете Богородице, саграђен 1762. године, а уништен 1946. године. Парохију сачињавају: Дебело Брдо, Јошани, Пећане и Бунчић.

## Становништво
Према попису из 1991. године, насеље Дебело Брдо је имало 206 становника, међу којима су сви били српске националности. Према попису становништва из 2001. године, Дебело Брдо је имало 81 становника. Дебело Брдо је према попису из 2011. године имало 78 становника.
| Националност       | 1991. | 1981. | 1971. | 1961. |
| Срби               | 206   | 146   | 323   | 430   |
| Југословени        |       | 98    |       |       |
| Хрвати             |       |       |       | 1     |
| остали и непознато |       | 3     |       |       |
| Укупно             | 206   | 247   | 323   | 431   |

| Демографија | Демографија | Демографија |
| Година      | Становника  | Становника  |
| ----------- | ----------- | ----------- |
| 1961.       | 431         |             |
| 1971.       | 323         |             |
| 1981.       | 247         |             |
| 1991.       | 206         |             |
| 2001.       | 81          |             |
| 2011.       |             | 78          |

## Знамените личности
- Војислав Кораћ, српски историчар архитектуре, професор, академик
- Вељко Кораћ, српски филозоф, марксиста